# Chăn nuôi lợn công nghiệp
Chăn nuôi lợn thâm canh (Intensive pig farming) hay còn gọi là chăn nuôi lợn công nghiệp là hình thức nuôi lợn theo kiểu quy mô và hệ thống công nghiệp, xét về hình thái, đây là một tập hợp con, điểm trung giao của chăn nuôi lợn và chăn nuôi công nghiệp và đều là loại hình chăn nuôi, trong đó lợn nhà được nuôi đến khi xuất chuồng và đem đi giết mổ lợn theo quy trình khép kín, các giống lợn được chọn lọc theo hướng cao sản để cho thịt lợn thương phẩm. Chăn nuôi lợn công nghiệp đã được thực hành ở các nước phát triển đã cho năng suất cao.
Xu hướng hiện nay đối với chăn nuôi nói chung và chăn nuôi heo nói riêng là thực hành chăn nuôi theo hướng tập trung, chăn nuôi lợn theo chuỗi liên kết để đảm bảo chia sẻ trách nhiệm, lợi ích giữa các bên, tránh rủi ro, giúp truy xuất được nguồn gốc sản phẩm và cân đối cung cầu các sản phẩm chăn nuôi. Trong đó, chăn nuôi heo theo mô hình chuỗi liên kết giữa doanh nghiệp với trang trại, hợp tác xã, tổ hợp tác để dần thay cho chăn nuôi nông hộ có xu hướng tăng lên trong những năm gần đây ở những nước đang phát triển.

## Tổng quan
Các hoạt động này được gọi là AFO hoặc CAFO ở Hoa Kỳ. Trong hệ thống chăn nuôi lợn này, lợn choai được nuôi trong nhà theo nhóm hoặc chuồng có lót rơm, trong khi lợn nái mang thai được nuôi trong các chuồng hoặc chuồng mang thai và sinh con trong các chuồng/lồng đẻ. Việc sử dụng các lồng nuôi nái mang thai đã làm giảm chi phí sản xuất khi đẻ; tuy nhiên, việc này đã dẫn đến sự tàn ác nghiêm trọng hơn với động vật theo kiểu ngược đãi động vật. Nhiều nhà sản xuất lợn công nghiệp lớn nhất thế giới (Mỹ, Trung Quốc, Mexico) sử dụng các lồng mang thai nhưng một số quốc gia và 9 bang của Mỹ đã cấm và dỡ bỏ các loại hình lồng kiểu này. Liên minh châu Âu đã cấm sử dụng lồng  thai sau tuần thứ 4 của thai kỳ.

## Chuồng trại

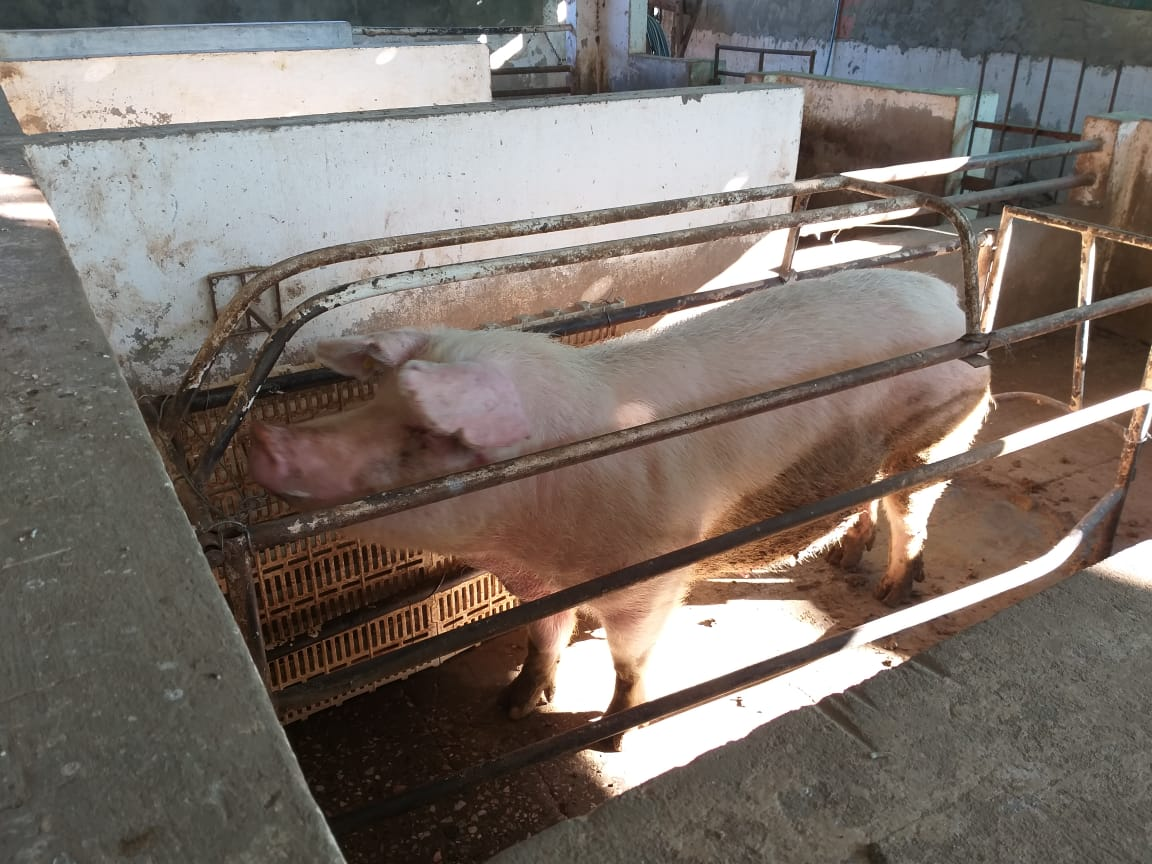
Chuồng nuôi lợn theo kiểu công nghiệp

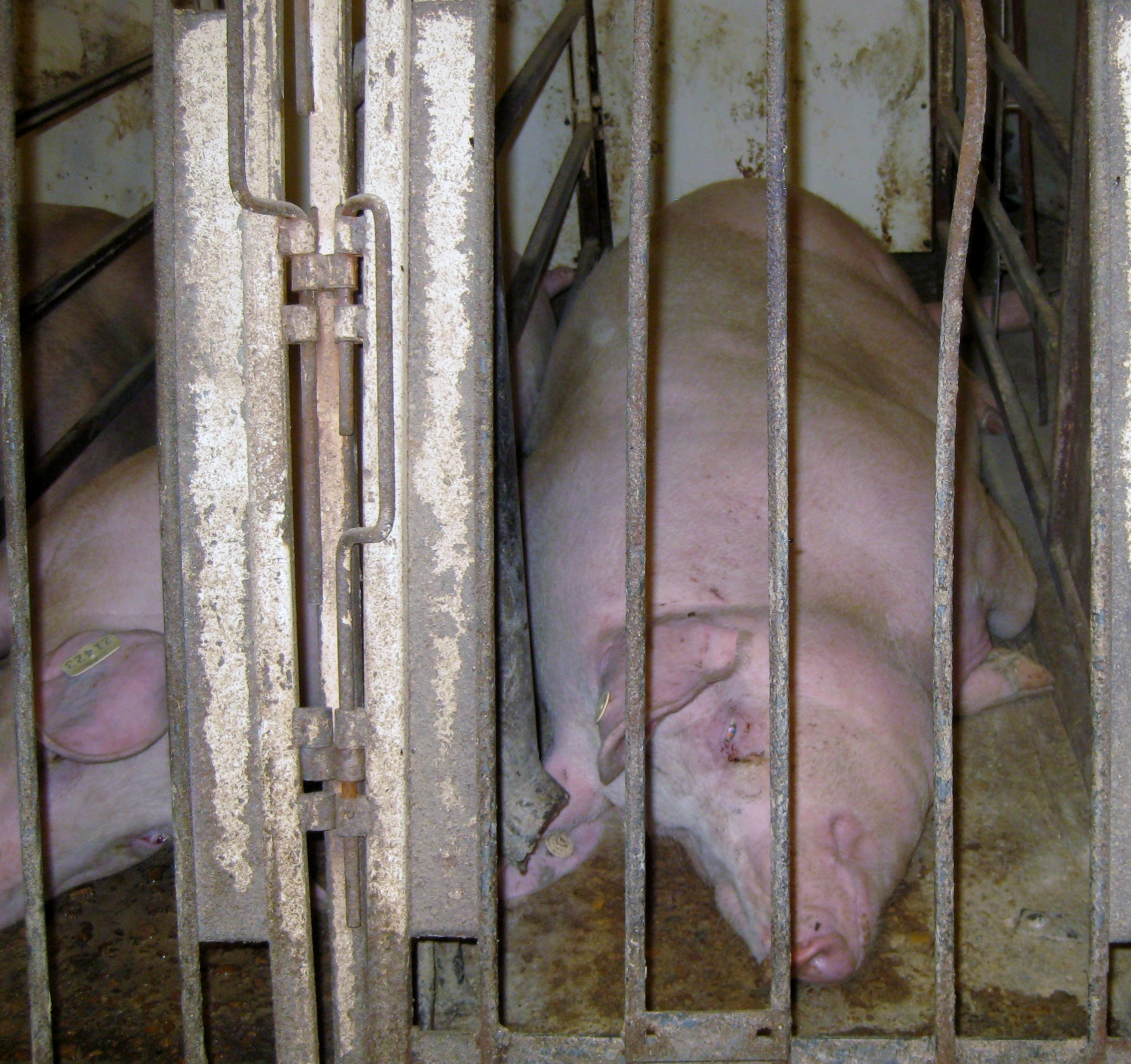
Chuồng nuôi lợn công nghiệp

Chuồng heo công nghiệp quy mô trang trại nói chung là các tòa nhà hoặc chuồng trại lớn giống như nhà kho, ít tiếp xúc với ánh sáng mặt trời hoặc ngoài trời. Hầu hết các con lợn được nuôi chen chúc ít hơn một mét vuông mỗi con. Hệ thống chăn nuôi lợn trong nhà cho phép giám sát nhiều cơ số lợn hơn so với các phương pháp truyền thống, đảm bảo tỷ lệ tử vong tối thiểu, giảm chi phí và tăng năng suất. Các tòa nhà được thông gió và điều chỉnh nhiệt độ. Hầu hết các giống lợn nhà đều dễ bị say nắng và stress nhiệt, và tất cả các lợn đều thiếu tuyến mồ hôi và không thể tự làm mát.
Lợn có khả năng chịu đựng hạn chế với nhiệt độ cao và stress nhiệt có thể dẫn đến chết. Duy trì nhiệt độ cụ thể hơn trong phạm vi chịu đựng của lợn cũng tối đa hóa tốc độ tăng trưởng và tăng trưởng trên thức ăn. Các trang trại lợn trong nhà đã cho phép việc chăn nuôi lợn được thực hiện ở các quốc gia hoặc khu vực có khí hậu hoặc thổ nhưỡng không phù hợp để nuôi lợn ngoài trời và lợn không còn cần tiếp cận với chất bẩn (bùn), đó là cơ chế làm mát tự nhiên của chúng.
Nhiệt độ là yếu tố đầu tiên tác động đến quá trình tích lũy protein trong cơ thể của lợn. Nếu trời quá lạnh, đàn lợn sẽ giảm hô hấp. Trời quá nóng sẽ giảm ăn. Do đó nhiệt độ thích hợp trong chuồng nuôi các loại lợn sẽ nên duy trì ở mức 15-26,7 ℃. Độ ẩm cũng là yếu tố tác động trực tiếp đến cơ thể, quá trình phát triển của cả đàn lợn, nếu quá cao làm hạn chế độ bốc hơi trên da, ảnh hưởng đến hô hấp, lao hao tổn nhiệt, nếu quá thấp sẽ tiêu hao lượng nước khiến cho quá trình trao đổi chất khó khăn, lợn chậm lớn.
Cải tiến tối ưu đó là toàn bộ nền sàn heo cách đất, được dải bằng lớp sàn heo bằng nhựa có tác dụng: dễ dàng trong quá trình vệ sinh chuồng trại, heo lúc nào cũng được nằm trên sàn thoáng mát, khô dáo, sạch sẽ, heo sẽ không bị các bệnh ngoài ra như ghẻ nở, nở mồm long móng. Các chuồng nuôi thâm canh kiểm soát nhiệt độ thông qua hệ thống thông gió hoặc nước nhỏ giọt. Trại chăn nuôi heo thịt công nghiệp thiết kế theo mô hình tiên tiến nhất trên thế giới hiện nay có các ưu điểm như: Chi phí đầu tư ban đầu thấp; Tuổi thọ cao; Chăm sóc heo dễ dàng, Tiết kiệm tối đa diện tích đất làm chuồng trại; Không gây ô nhiễm môi trường xung quanh; Đạt hiệu quả kinh tế cao.
Làm chuồng lợn cần phải phù hợp với từng loại, từng lứa, đảm bảo thoáng khí, ít bụi, sạch bệnh, tỉ lệ khí độc ở mức thấp nhất. Thực tế cho thấy năng suất sẽ giảm từ 15-30% nếu thiết kế chuồng trại chăn nuôi lợn thịt không đúng kỹ thuật. khi làm chuồng đó là phải phân chia và thiết kế các khu nuôi lợn khác nhau, không nuôi chung nếu không cùng lứa. Bao gồm: Khu nuôi lợn đực giống; Khu nuôi lợn sinh sản; 
Khu nuôi lợn con cai sữa; Khu nuôi lợn nái chờ phối và chăm sóc giai đoạn chửa; Khu chăn nuôi lợn thịt. Chuồng nuôi heo thịt xuất bán cần phải thiết kế hợp lý, khoa học để thuận tiện cho khâu chăm sóc, nuôi dưỡng, phòng và trị bệnh từ đó cung cấp sản lượng thương phẩm tốt nhất, chất lượng nhất cho thị trường, giảm hao hụt khi chăn nuôi.

## Sinh sản
Thụ tinh nhân tạo phổ biến hơn nhiều so với giao phối tự nhiên, vì nó cho phép có tới 30-40 con lợn cái được gieo tinh từ một con lợn đực giống. Công nhân sẽ thu thập tinh dịch bằng cách cho lợn đực thủ dâm, sau đó đưa vào lợn nái thông qua một ống thông được nâng lên được gọi là vòi lợn. Heo đực vẫn được sử dụng vật lý để kích thích con cái trước khi thụ tinh, nhưng bị ngăn cản giao phối thực sự. Khi được xác nhận là có thai, lợn nái được chuyển sang các thùng đẻ, cùng lứa đẻ và sẽ dành thời gian trong các thùng mang thai từ trước khi đẻ cho đến khi cai sữa. Khoảng từ 10-18% lợn con được sinh ra còn sống sẽ không đến tuổi cai sữa, không chống chọi được với bệnh tật, đói khát, mất nước hoặc vô tình bị đè chết bởi những con lợn nái bị mắc kẹt.
Lợn con sống sót sau vài ngày đầu tiên của cuộc đời phải bị thiến, đánh dấu tai, xăm mình để xác định lứa đẻ, cắt đuôi, mài răng để ngăn chặn sự ăn thịt đồng loại, tính không ổn định, hung dữ và cắn đuôi nhau do môi trường chật chội gây ra. Trong khi lợn con hoang dã ở với mẹ trong khoảng 12 đến 14 tuần, lợn con nuôi được cai sữa và tách khỏi mẹ của chúng từ hai đến năm tuần tuổi. Sau đó, chúng được đặt trong các chuồng trại, chuồng ươm hoặc trực tiếp đến các chuồng nuôi thương phẩm. Mặc dù có khả năng sống 10–12 năm, nhưng hầu hết lợn bị giết thịt khi chúng được 5–6 tháng tuổi. Lợn choai thường được nuôi trong chuồng thay thế trong nhà, chẳng hạn như những chuồng nuôi phân theo lô.

## Cho ăn

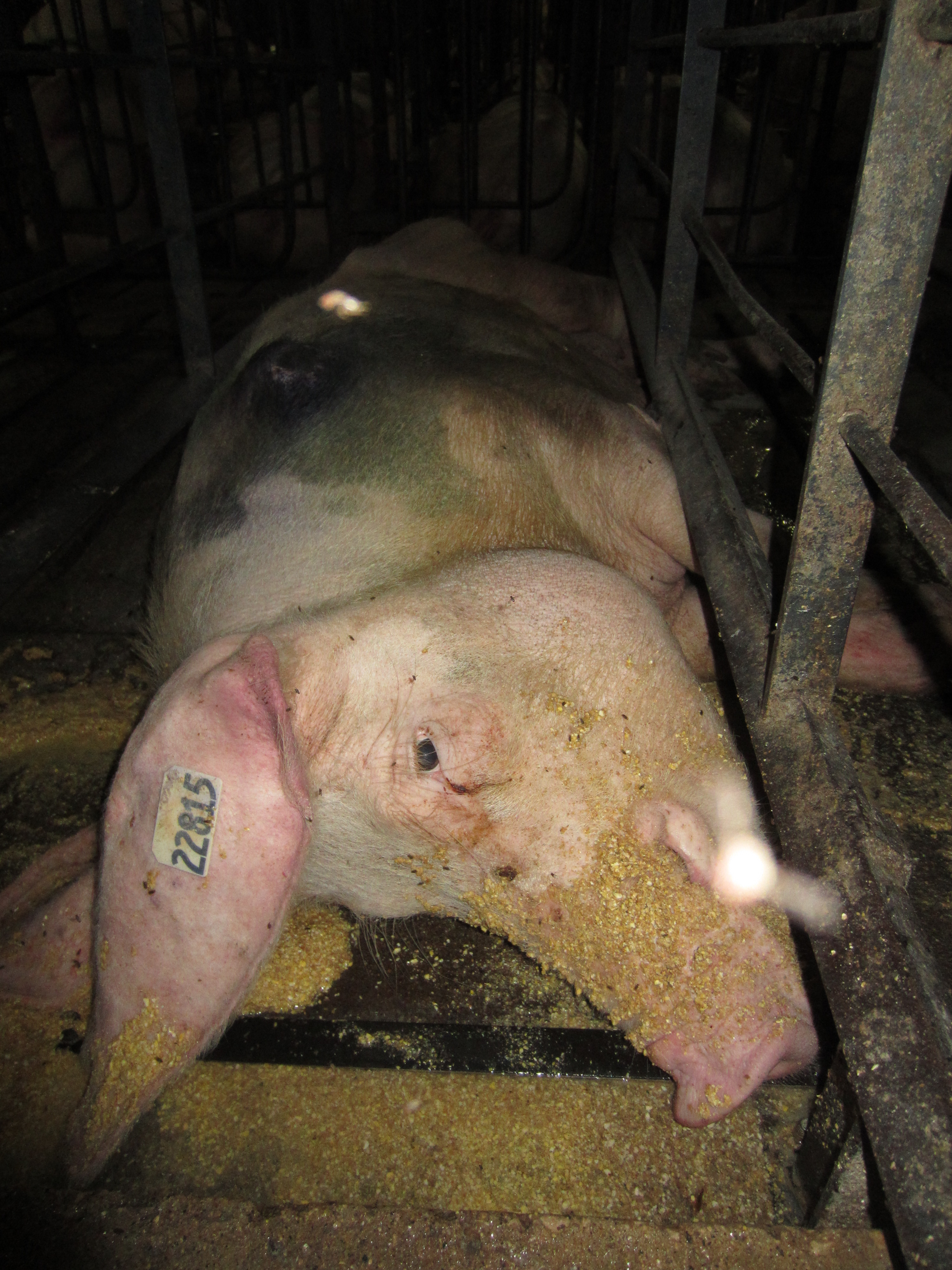
Lợn chết (hao hụt) trong khi cho ăn cám lợn

Lợn là loài ăn tạp tự nhiên và thường được cho ăn kết hợp giữa ngũ cốc và nguồn protein (đậu nành, hoặc bột thịt và bột xương). Các trang trại chăn nuôi lợn thâm canh lớn hơn có thể được bao quanh bởi đất nông nghiệp, nơi trồng các loại cây lương thực để có thể tận dụng. Do đó, các trại chăn nuôi lợn phụ thuộc vào ngành công nghiệp ngũ cốc. Thức ăn cho lợn có thể được mua đóng gói, số lượng lớn hoặc trộn tại chỗ. Hệ thống chuồng trại chăn nuôi thâm canh, nơi lợn được nhốt trong từng chuồng riêng lẻ, cho phép mỗi con lợn được chia một phần thức ăn.
Hệ thống cho ăn riêng lẻ cũng tạo điều kiện thuận lợi cho việc uống thuốc của từng con lợn thông qua thức ăn. Điều này có ý nghĩa hơn đối với các phương pháp nuôi thâm canh, vì sự gần gũi với các động vật khác làm cho dịch bệnh lây lan nhanh hơn. Để ngăn chặn dịch bệnh lây lan và khuyến khích sự phát triển, các chương trình thuốc như vitamin và kháng sinh được áp dụng trước. Hệ thống trong nhà cho phép thu gom chất thải dễ dàng. Trong trang trại chăn nuôi lợn thâm canh trong nhà, phân lợn có thể được quản lý thông qua hệ thống đầm phá hoặc hệ thống quản lý chất thải khác. Tuy nhiên, mùi chất thải vẫn là một vấn đề khó quản lý. 